# Pueblo pesquero

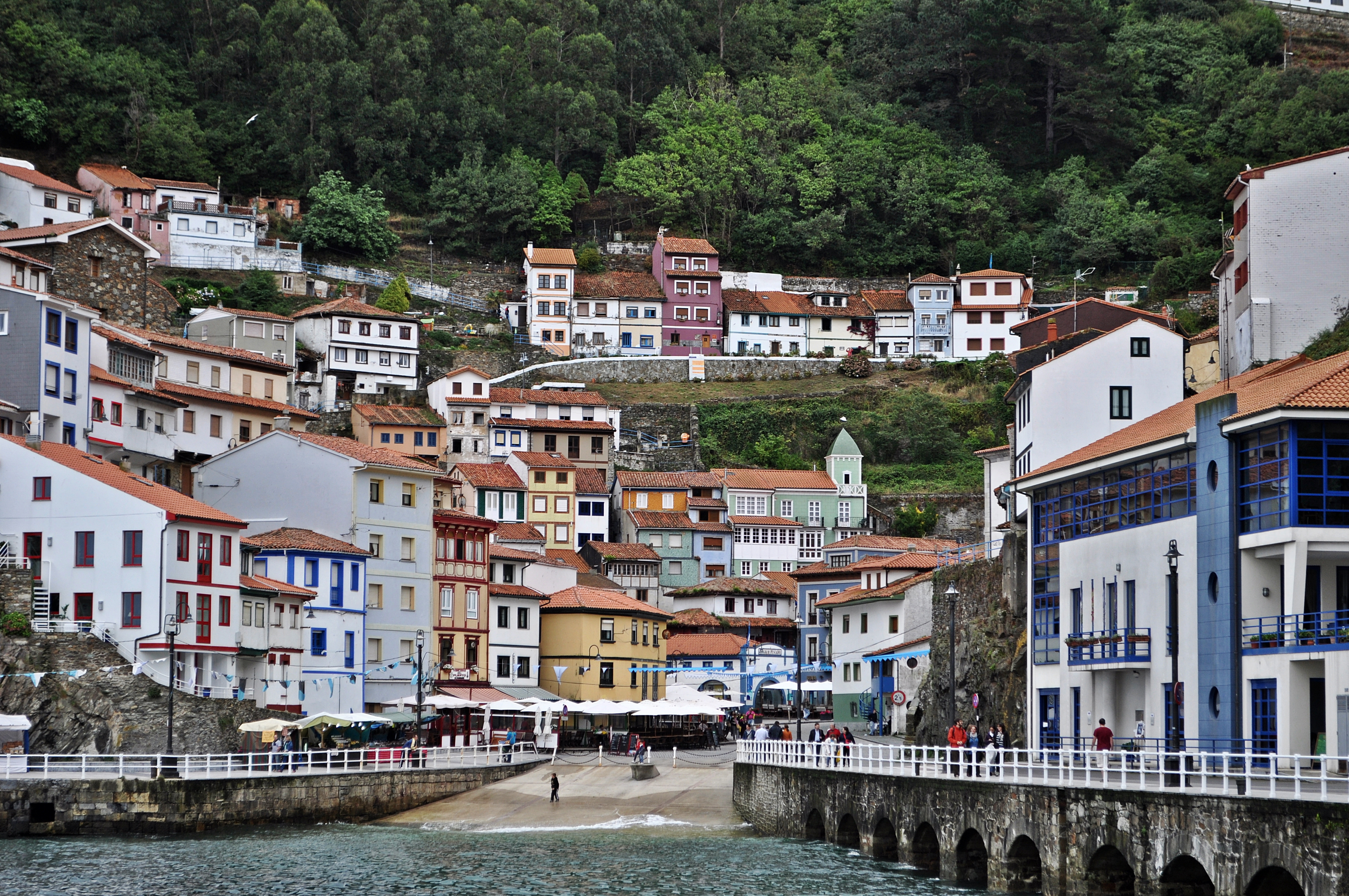
Cudillero (España).

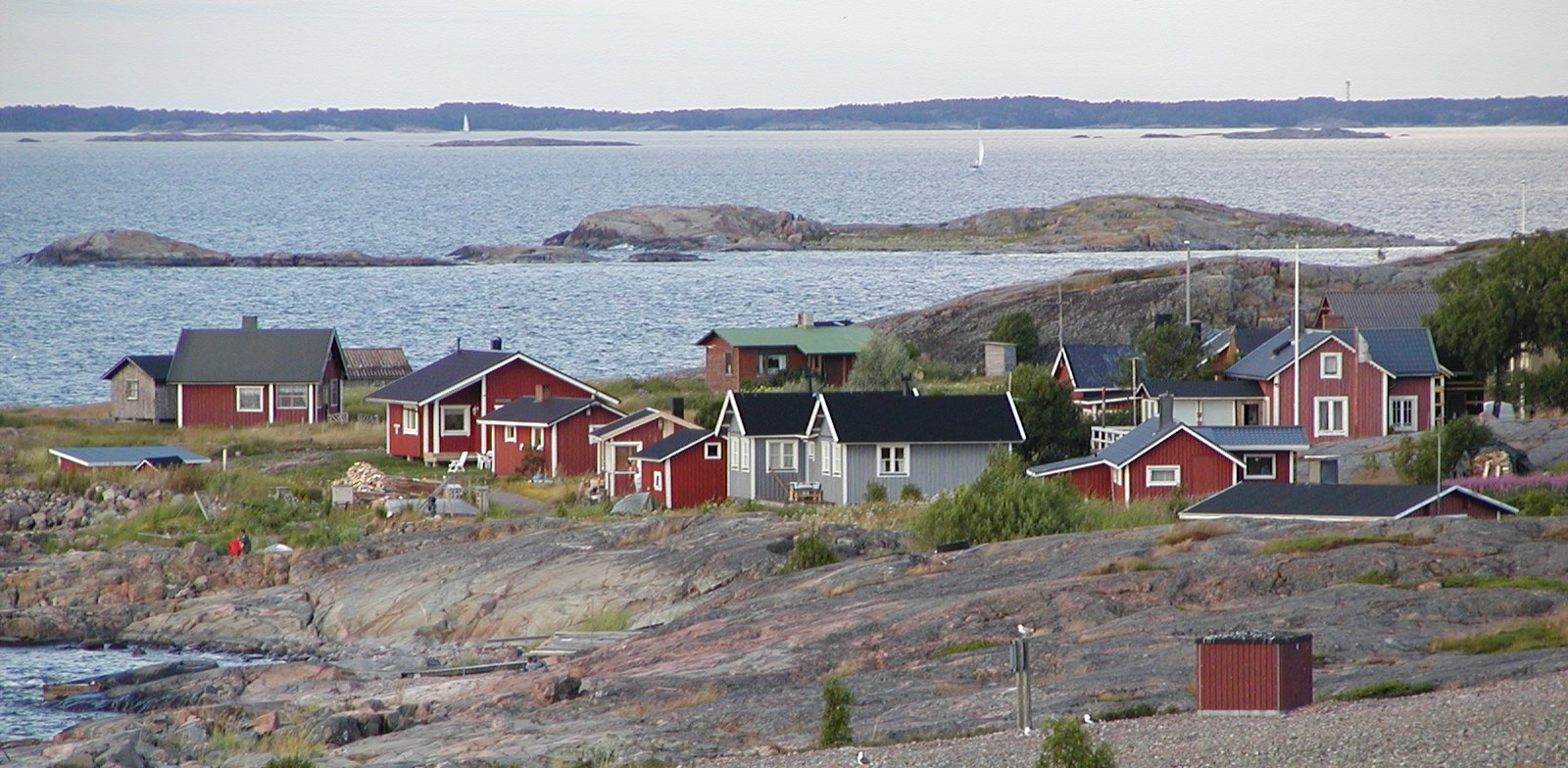
Pueblo pesquero en la isla de Jurmo en Korpo (Finlandia).

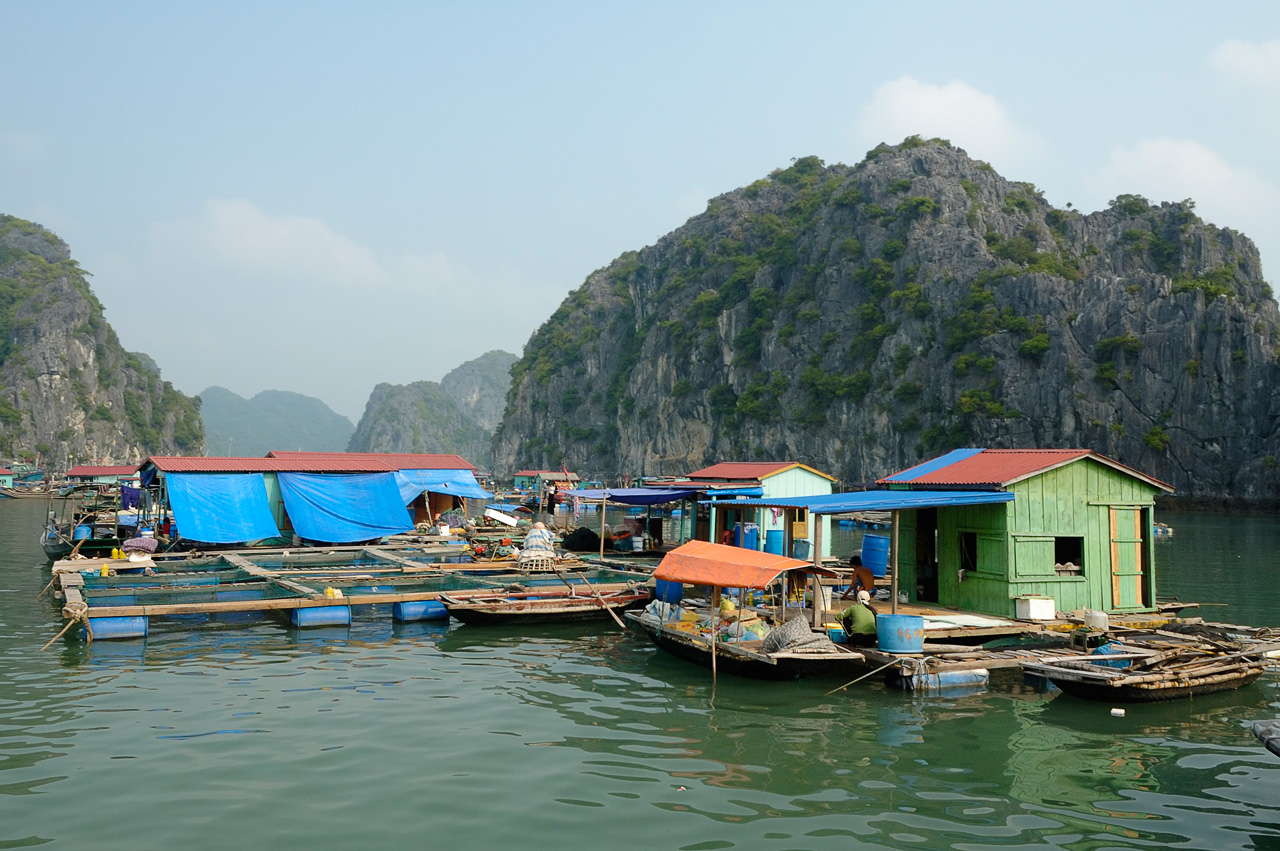
Pueblo pesquero flotante en la bahía de Halong (Vietnam).

Un pueblo pesquero es una población rural caracterizada por la actividad pesquera, incluso aunque no sea la mayoritaria en términos de ocupación. Además de la pesca en aguas abiertas, de mayor o menor lejanía (pesca de bajura, pesca de altura), en algunas zonas es característica la acuicultura o el marisqueo. Es característica su disposición en el litoral marítimo, lacustre o fluvial, en torno a un puerto, o al menos con acceso a un punto de relativamente fácil embarque y desembarque, con algún tipo de playa, donde pueda disponerse la flota pesquera del lugar. Los pueblos costeros de dedicación pesquera se encuentran en muchas ocasiones aislados en mayor o menor medida. Tradicionalmente se buscaban emplazamientos que favorecieran la actividad, como puede ser una pequeña bahía, ensenada o cala; o por el contrario, un emplazamiento defensivo, como un promontorio o una altura de más fácil defensa.
Su número es muy elevado. En 2004 China registró 8048 pueblos pesqueros. Gran parte de la línea costera de continentes e islas del mundo (en total unos 356 000 kilómetros) han dispuesto de asentamientos pesqueros, en ocasiones primero provisionales (pesquerías, factorías pesqueras en zonas de fácil acceso a los caladeros) y luego definitivos. La mayor parte de los pueblos pesqueros que permanecen con esa actividad en la actualidad desarrollan la pesca artesanal o tradicional; mientras que los que han desarrollado tecnológicamente y aumentado la escala de su actividad han incorporado la pesca industrial. Muchos otros han diversificado sus actividades e incluso han sustituido la actividad pesquera por otras, como el turismo.
En ocasiones los pueblos pesqueros desarrollan una pesca diversificada y en otras se especializan en alguna especie (bacaladeros, balleneros). Entre las actividades vinculadas a la captura de especies marinas, en los pueblos pesqueros puede haber comercialización (lonja), industrias alimentarias (secado, salazón, enlatado u otros procedimientos de procesamiento del pescado) o construcción y mantenimiento de las embarcaciones (astilleros, carpintería de ribera). Aparte de estas, los pueblos pesqueros pueden desarrollar, como cualquier otra población, todo tipo de actividades de los sectores primario (agricultura, ganadería y explotación forestal), secundario (artesanía e industria) o terciario (comercio, transportes y servicios). En algunos casos, sus características hacen posible que también se puedan desarrollar actividades ilegítimas, como el contrabando. Hasta el siglo XIX, algunos pueblos pesqueros disponían de forma más o menos esporádica de una fuente de riqueza peculiar: el aprovechamiento de los pecios de los naufragios (que, en ocasiones, podían llegar a provocar).

## Características

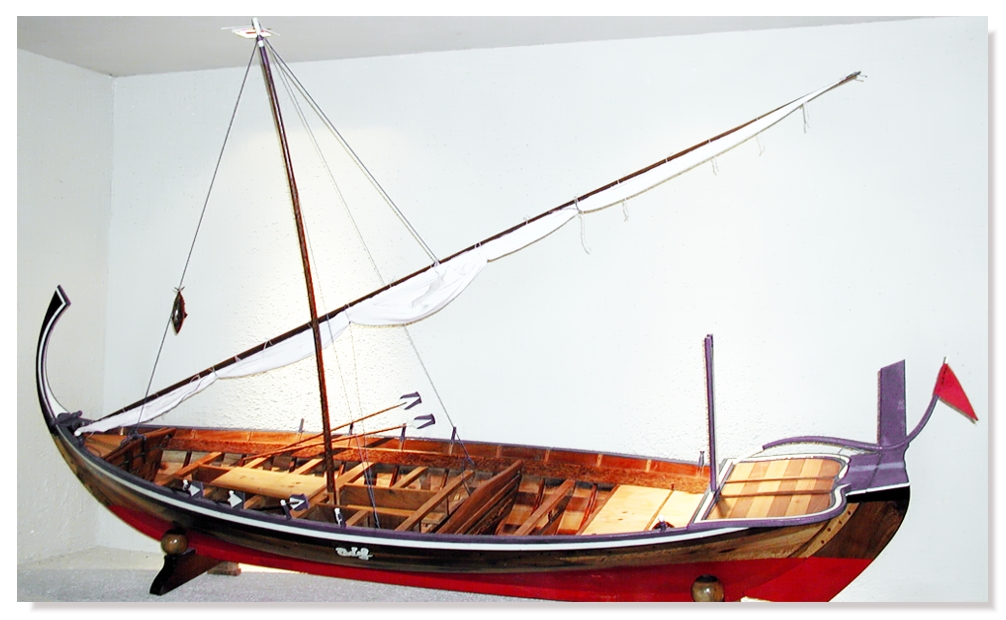
El dhoni es un barco tradicional de pesca usado en las Maldivas.

En torno al Lago Malawi, cada pueblo pesquero tiene su propia playa. Si alguien de fuera del pueblo pretende pescar desde allí, ha de dejar parte de su pesca a las autoridades locales. Los barcos pesqueros tradicionales de cada zona suelen ser característicos, adecuados a las aguas y la costa en las que deben operar, y evolucionan con el tiempo para adecuarse a las condiciones locales, como los materiales de construcción disponibles, así como a la demanda.
Algunos pueblos pesqueros se disponen sobre las mismas aguas, como los de la bahía Ha Long (Vietnam) o los palafitos (stilt houses) de Tai O construidos en zonas mareales (Hong Kong), y los kelong de Malasia, Filipinas e Indonesia. (India) o los poblados de los urus en el lago Titicaca (Perú y Bolivia).
Debido a su connotación positiva, en muchos pueblos alemanes se mantiene el término Fischerdorf ("aldea de pescadores" en alemán) y se utiliza para la publicidad y la construcción de imágenes; aunque en realidad sólo algunos mantienen su autenticidad, como algunos que se encuentran bajo protección en Gotland (algunos de ellos eran únicamente asentamientos estacionales) y otras zonas (Ditzum). También se conservan topónimos como Fischerhude (Deggendorf).
En Holanda se conserva la arquitectura propia de los pueblos de pescadores en Volendam y Marken, hoy convertidos en enclaves turísticos.
Las "casas do remo" de Galicia (noroeste de España) tienen como longitud de su fachada frontal (hacia el mar) la equivalente al remo de una trainera, aprovechando el espacio con escaleras muy pendientes.

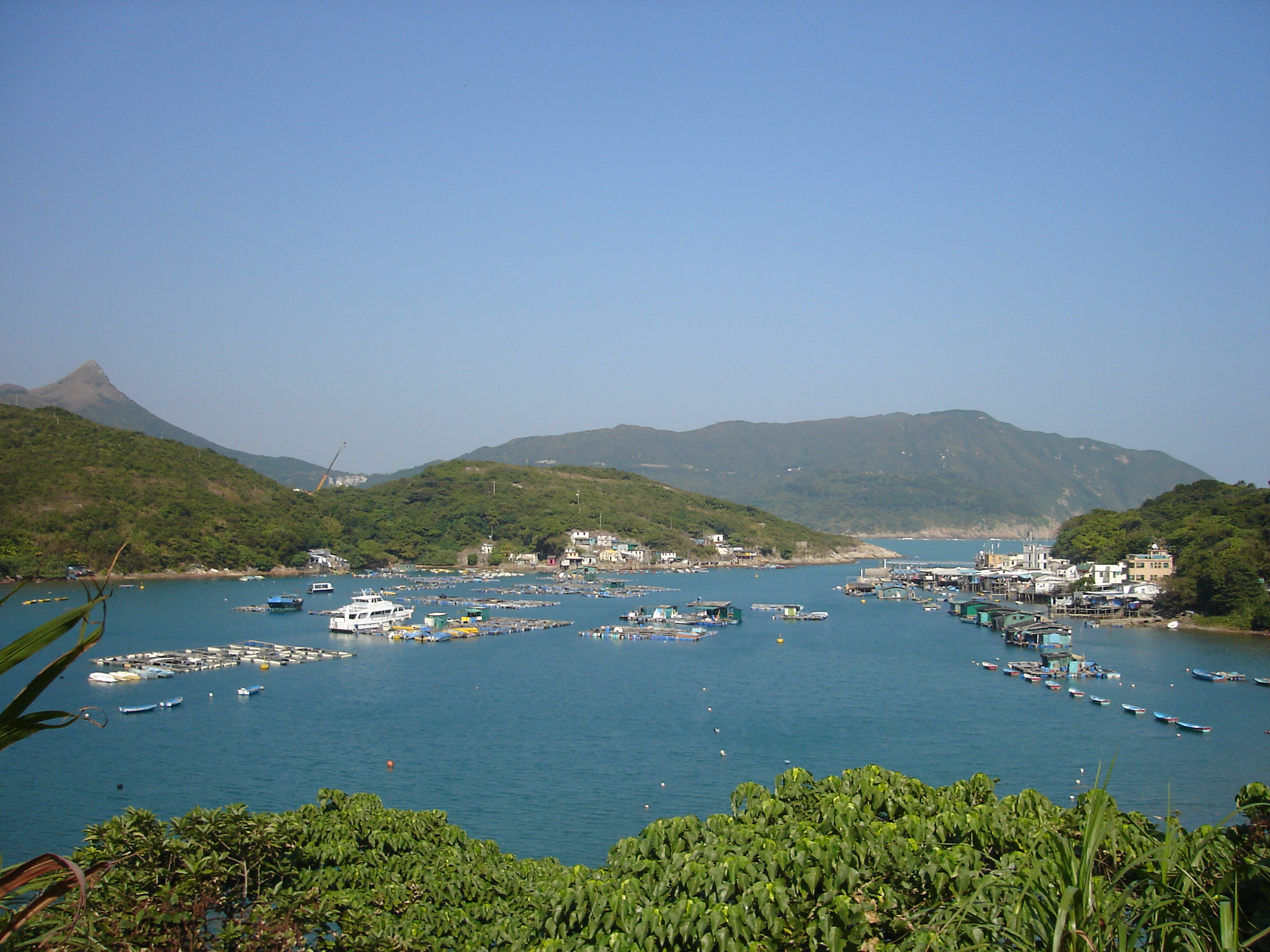
Po Toi O (Clear Water Bay Peninsula, Hong Kong).
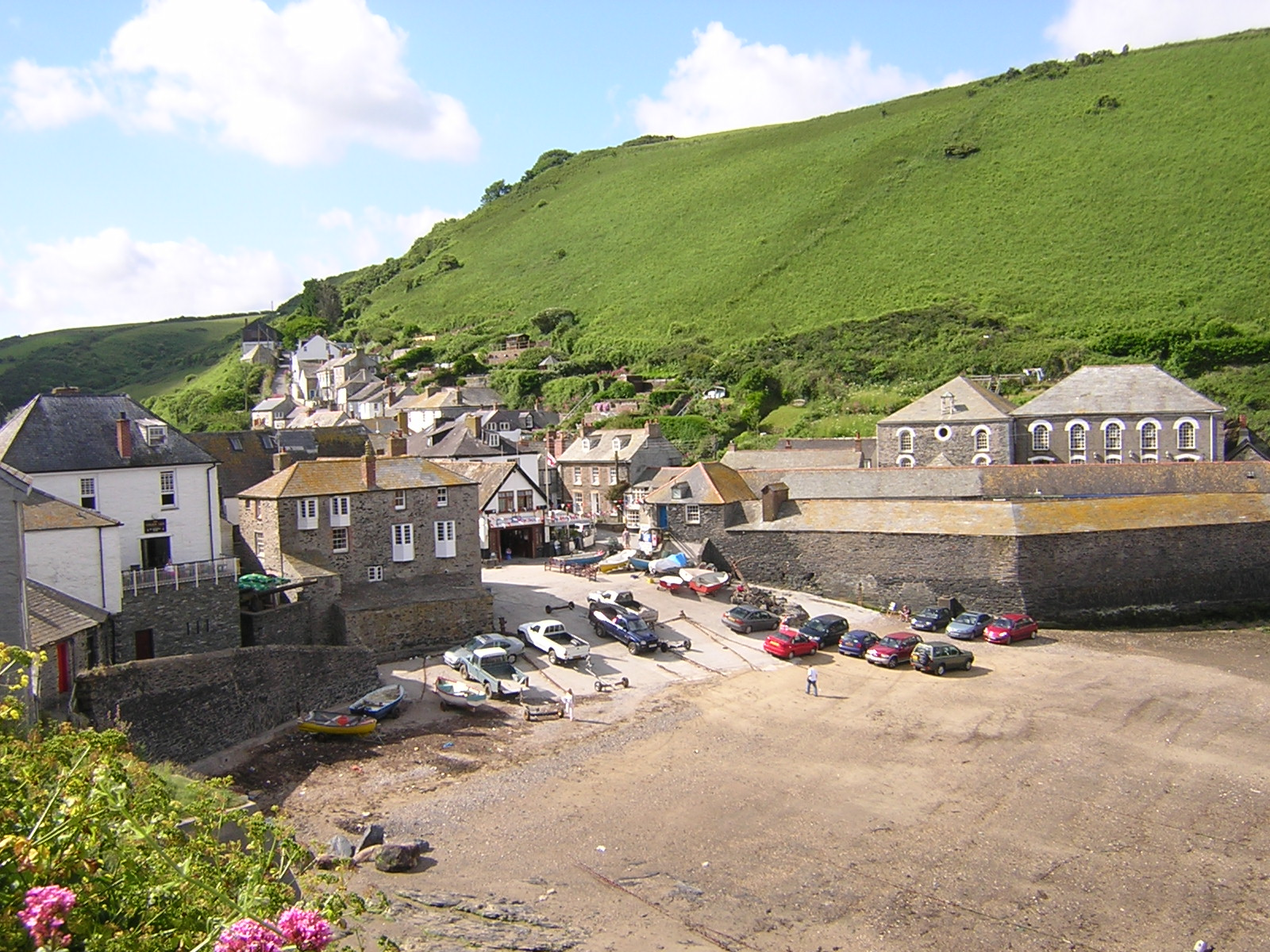
Port Isaac, histórico pueblo pesquero de la costa norte de Cornualles (Reino Unido).
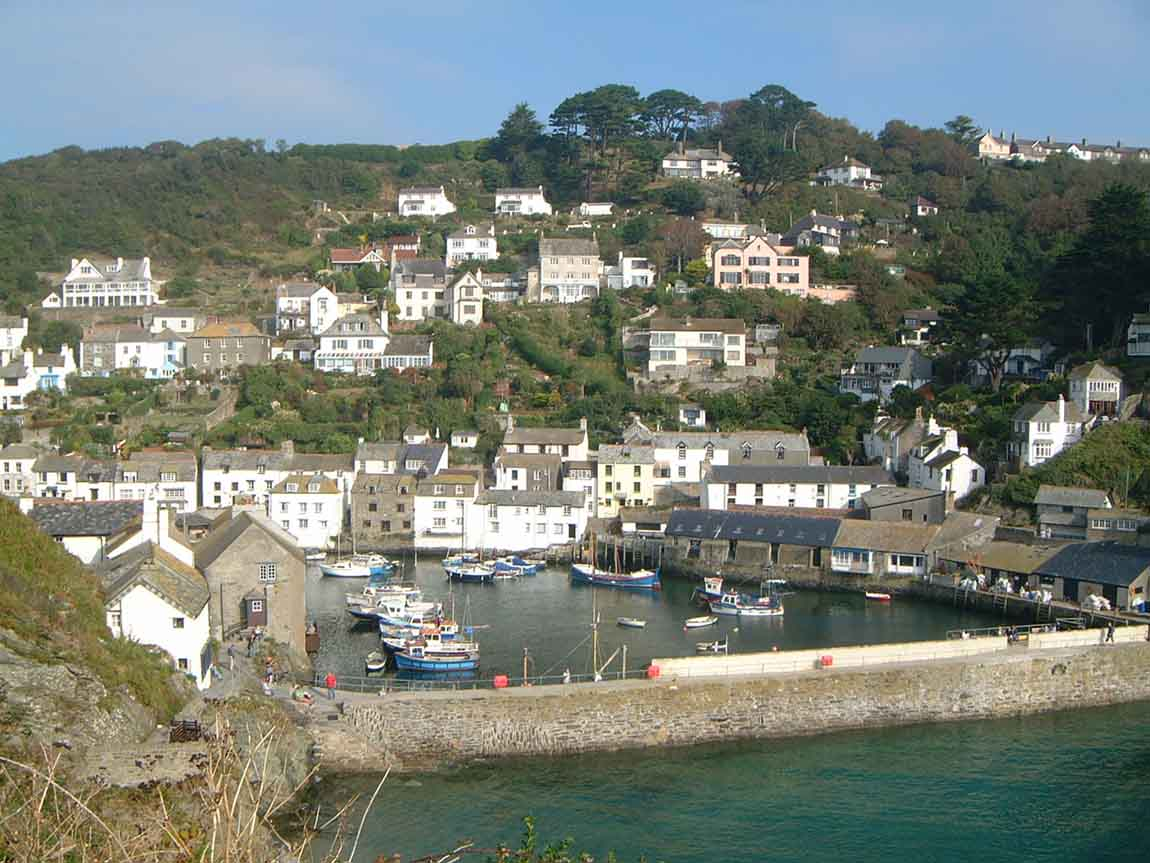
Polperro, costa sur de Cornualles, pueblo pesquero famoso por sus actividades de contrabando desde el siglo XII.
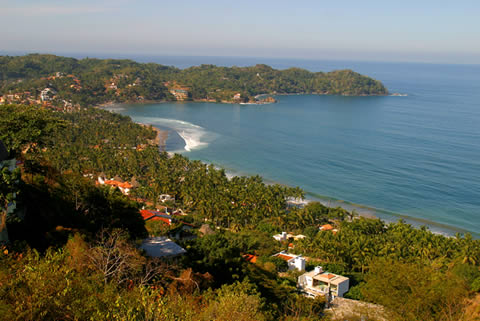
Sayulita (costa occidental de México), pueblo pesquero y turístico.

En los países menos desarrollados se conservan los pueblos pesqueros con pocos cambios. En los más desarrollados, los cambios socioeconómicos y la urbanización los han transformado radicalmente. Con el tiempo, algunos pueblos crecen hasta convertirse en ciudades, como ocurrió con Shanghái, que hace setecientos años no era más que una aldea de pescadores en el delta del Yangtzé.
La pesca deportiva, la navegación recreativa y otras actividades turísticas y de ocio han transformado algunos pueblos pesqueros en verdaderos resort costeros, como Destin (Florida). La atracción turística hacia los pueblos pesqueros es tan grande que el gobierno coreano se propone construir 48 pueblos pesqueros expresamente para el turismo.

## Arqueología

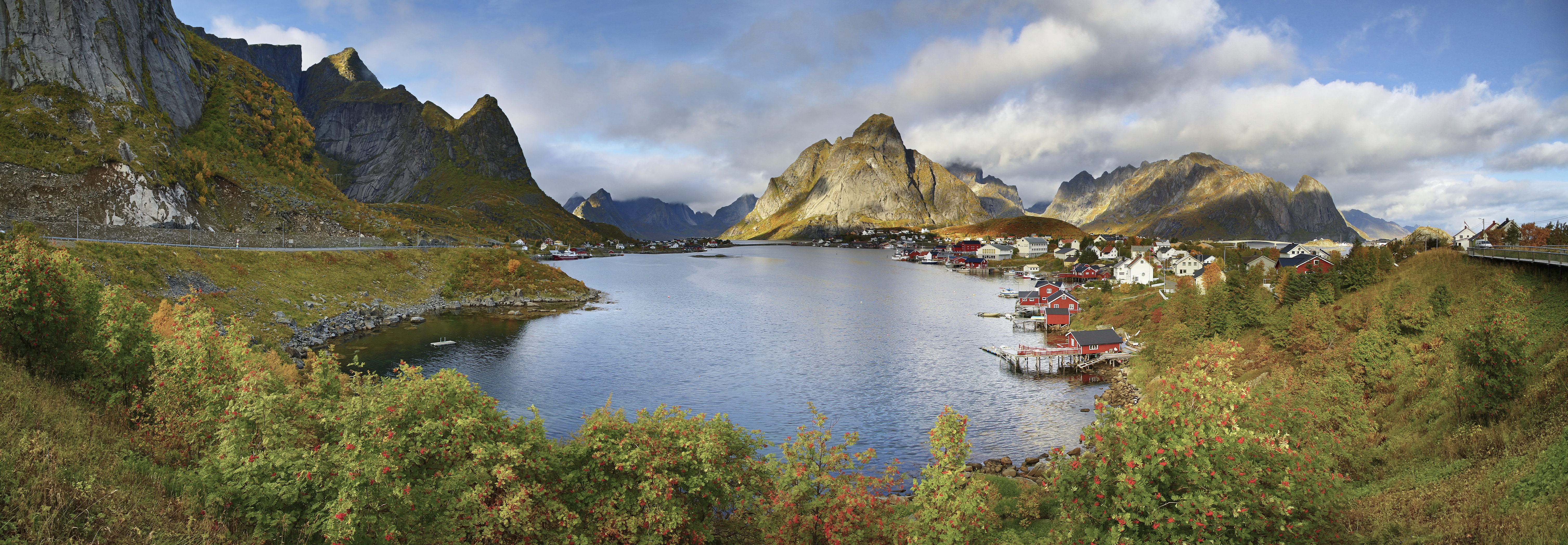
Durante siglos, una comunidad pesquera tradicional ocupó los pueblos pesqueros tradicionales del archipiélago de Lofoten (Noruega), trabajando las pesquerías de bacalao. La localidad central es la que aparece en la imagen: Reine.

Skara Brae (costa occidental de las Orcadas, Escocia) fue en el Neolítico una pequeña aldea pesquera y agrícola, con diez casas de piedra, que se mantuvo entre el 3100 y el 2500 a. C.; se la considera el yacimiento más completo de este tipo en Europa. La antigua localidad sumergida de Kaleköy (Licia, actual Turquía) data del 400 a. C. Clovelly fue una aldea pesquera en la costa norte de Devon (Inglaterra), asentamiento sajón temprano,  se registró en el Domesday Book. Kaunolu (Hawái) puede datarse hacia el 1500 d. C.
Entre las excavaciones arqueológicas recientes de antiguos pueblos pesqueros están: Khanh Hoa (Vietnam) de unos 3500 años de antigüedad. La población bíblica de Betsaida (a orillas del mar de Galilea, lugar de nacimiento y trabajo de los apóstoles pescadores -Pedro, Felipe y Andrés-) se ha excavado, estableciendo su antigüedad en el siglo X a. C. La fundación de un pueblo pesquero de Tonga se ha establecido en hace 2900 años, lo que lo convierte en el asentamiento más antiguo de Polinesia. La excavación Walraversijde muestra un pueblo pesquero medieval de Flandes Occidental (actual Bélgica).

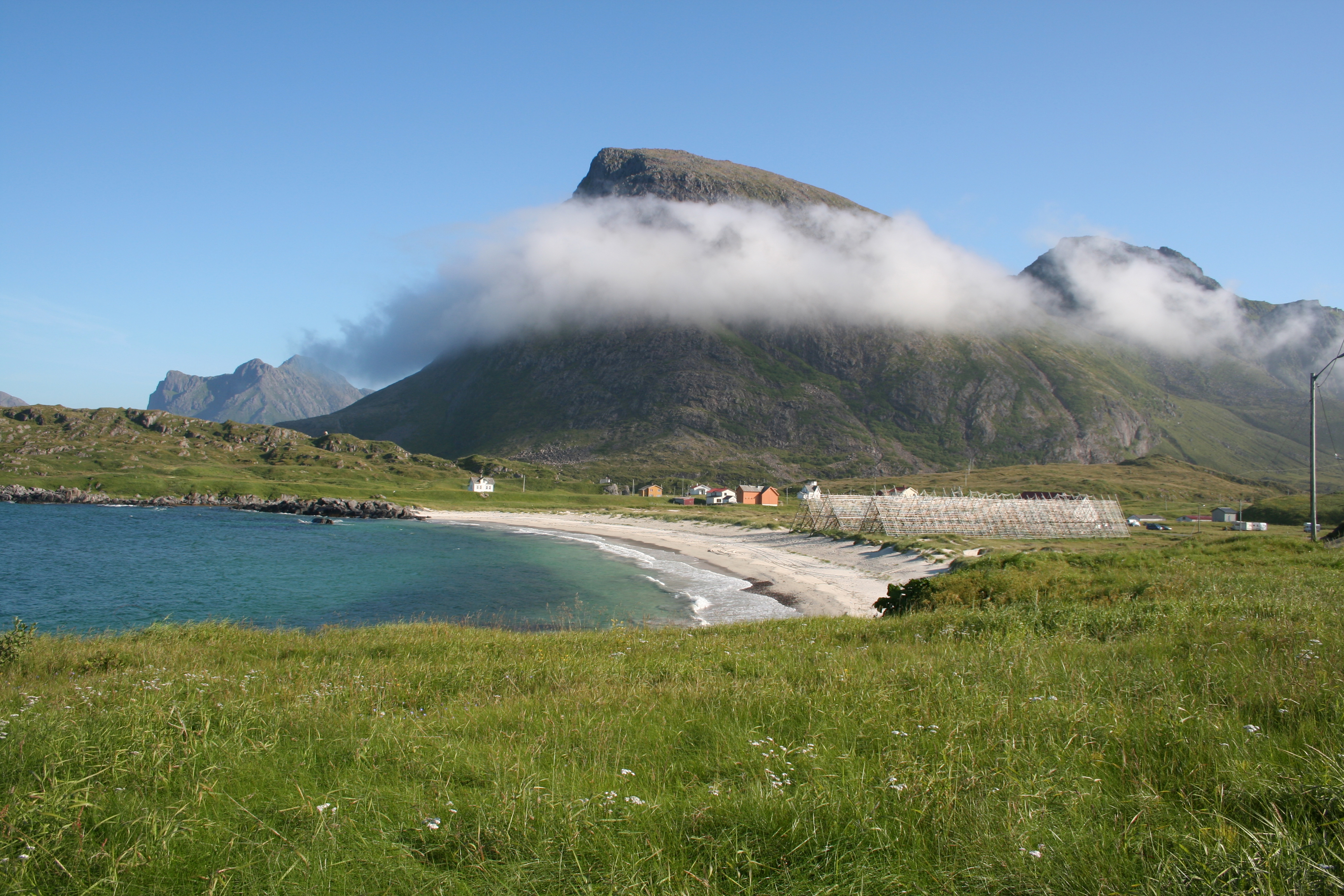
Hovden (Noruega), ha participado en la pesca del bacalao, cuya ruta de migración pasa ante sus costas, en los últimos 1200 años.
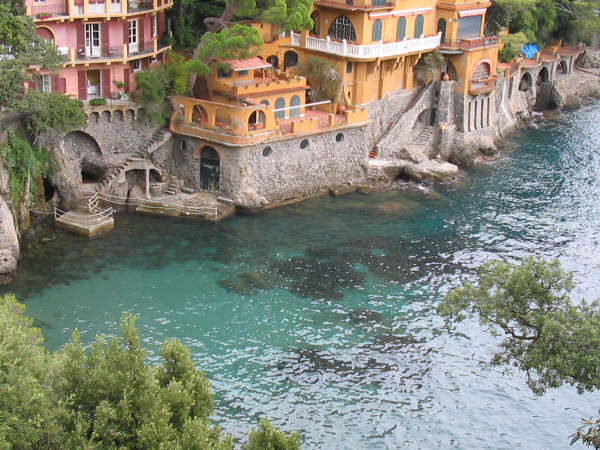
Portofino, fundada en época romana, es un pintoresco pueblo pesquero de la costa noroeste de Italia.
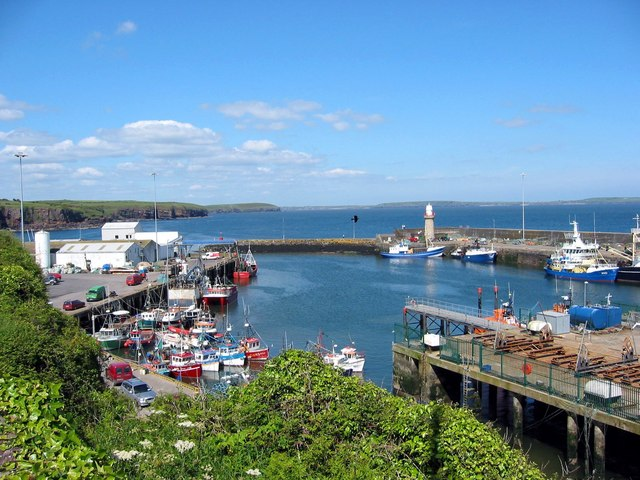
Dunmore East (sureste de Irlanda) ha sido un activo puerto pesquero durante siglos.
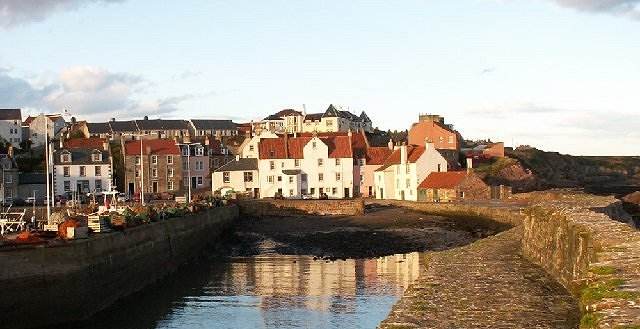
Pittenweem (costa este de Escocia) es un pequeño y aislado pueblo pesquero, fundado sobre antiguas pesquerías de sardina.
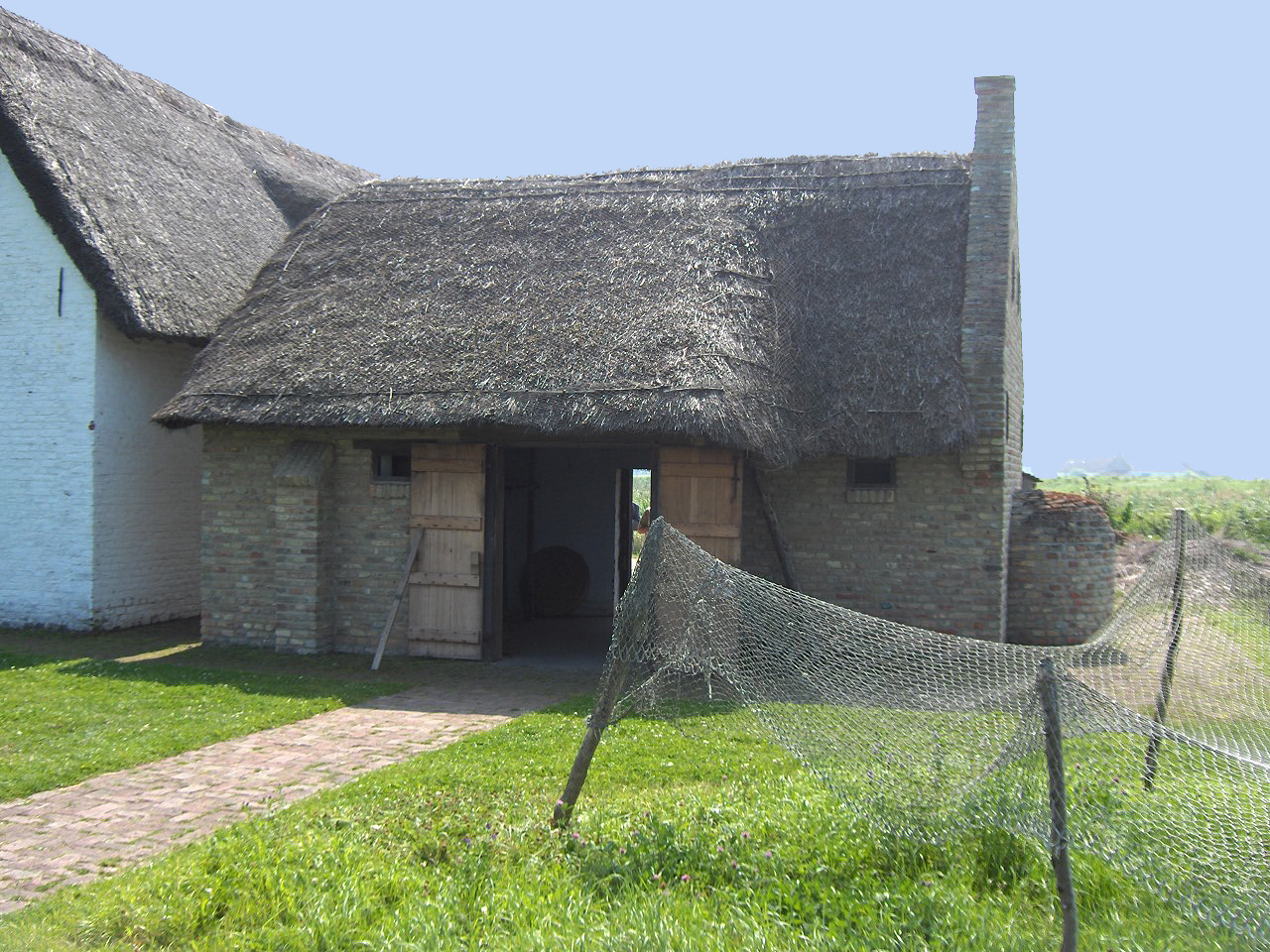
Ahumadero reconstruido en el pueblo pesquero medieval de Walraversijde, sus restos se dataron ca. 1465.

## Iconografía

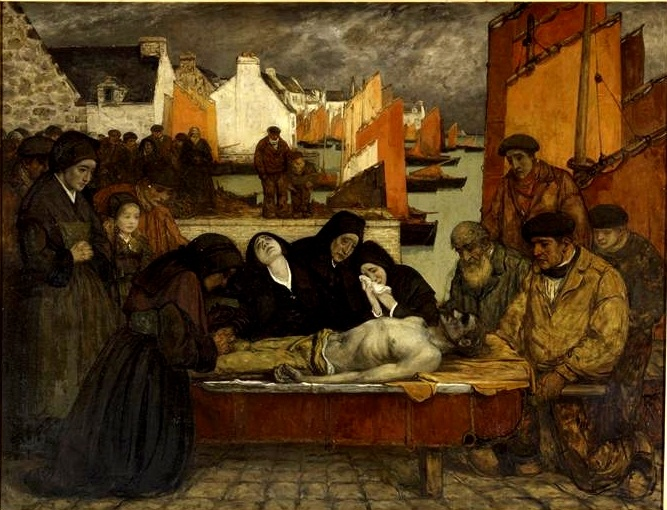
Charles Cottet: Douleur o Les victimes de la mer, del Tríptico Au pays de la mer, 1898, Museo de Orsay, París.

## Filmografía
- Man of Aran, Flaherty, 1934
- Stromboli, Rossellini, 1950
- Calabuch, Berlanga, 1956